# ØSTORY
『ØSTORY』（ラブストーリー）は、エニックス（現・スクウェア・エニックス）より2000年4月27日に発売された同社初のPlayStation 2用ゲームソフト。『ユーラシアエクスプレス殺人事件』同様、全編実写を特徴とする「シネマアクティブ」の第2弾である。
本作は交通事故で死亡した青年が、天界で天使に導かれ、愛を探すために霊となって地上へ降り、6日間という限られた時間の中、偶然出会った少女・リナと共に愛を探し続ける内容である。

## ゲームシステム
ゲームの目的は、ヒロインのリナと交流しながら彼女との愛を深める事。ただし、主人公は霊体であり言葉が届かない。文字を書いての意思表示、物を動かしてリナを助けたりなど間接的にしか彼女と接する事ができない。リナが主人公に抱く愛情の度合いが「愛情値」として設定されており、6日間の末に真のエンディングに辿り着くには、一定以上の愛情値が必要となる。主人公の行なえる主な操作は以下の通りで、この操作次第で愛情値が増減する。
- 会話選択
  - リナとの会話。会話内容次第で愛情値が増減する。また選択時間は制限があり、制限時間を過ぎると無言とみなされ、無言を繰り返すとゲームオーバーとなる。
- 行動選択
  - 主人公が物を動かすなどの選択。その行為に対してリナが好意を持つか、不快に思うかにより愛情値が増減する。
- アクションタイミング
  - リナがピンチに陥ったときなど、タイミングに合わせて操作することで霊の力で危機を脱することができる。失敗しても再挑戦できることもあるが、失敗を重ねると愛情値が減り、さらにリナが命の危険に晒されているような場面では、その時点でゲームオーバーとなる。
- 心の矢
  - 主人公が天使に与えられたアイテム。これをリナに射ると、そのときのリナの心を読むこと、回想を見ること、心に想っている真の表情を見ることができる。ただし矢の本数には制限がある上、リナが知られたくない心を覗いてしまうと、愛情値は逆に減る結果となるので、乱射は禁物。
- 他人への憑依
  - 相手が主人公に心を許しているときのみ、主人公は霊として相手に憑依することができる。ただし心を許している相手でも、無意識下では自分の本心を他人に覗かれることを抵抗しており、この「抵抗」に遭うと愛情値が減少。愛情値がゼロになるとゲームオーバーとなる。
- ミニゲーム
  - 他人に憑依しているときなど、リナと共に楽しむゲーム。ゲーム結果をリナがどう思うかにより、愛情値が増減する。

## ストーリー
突然のバイク事故で霊体となってしまった主人公。彼は夢のような空間で天使と話す。「真実の愛を見つけられたら、奇跡は起こる」と告げられる。そして、死と引き換えに誰にも見えない体と自由に人の心を読んで乗り移る能力を手に入れる。残された時間は６日間。主人公は奇跡を起こせるのか？

## 登場人物
霊（YOU）
主人公の青年（プレイヤー）。バイク事故で死亡したが、天使の導きにより、愛を探すために霊となって地上へ降りる。肉体がないために常人とは会話はできないが、物を動かすことならでき、筆談などで会話をすることもできる。リナと共に過ごす中、彼女にYOU（ユー）と愛称を名付けられる。
鮎川リナ
声：平山綾
誕生日 ： 1983年4月11日。年齢 ： 16歳。血液型 ： O。身長 ： 161cm。出身 ： 千葉県館山市
本作のヒロイン。アイドル歌手として順調な活動を続けているものの、大きなヒットには未だ恵まれておらず、音楽スクールでレッスンの日々を送っている。内心では自分の本当の心を探し続けている時に主人公と会うことになる。
海辺に佇んでいるところで霊と出逢う。強気で気丈な性格だが、時としてナイーブな一面を見せる。父の仕事の都合で一時期アメリカで生活していた。12歳で帰国。17歳。
笹木初子（サキ）
声：初音映莉子
誕生日 ： 1982年9月27日。年齢 ： 17歳。血液型 ： AB。身長 ： 170cm。出身 ： 沖縄県那覇市
リナのマネージャーを務める少女。小さい頃から強い霊感の持ち主で、主人公の霊の存在にもいち早く気づき、霊とも直接会話できる。のんびりした性格。家出して、渋谷駅でホームレス状態になっていたところをリナに拾われる。趣味は読書やアンティーク品収集。
瀬能留未（ルビー）
声：直瀬遥歩
誕生日 ： 1981年1月31日。年齢 ： 19歳。血液型 ： A。身長 ： 157cm。出身 ： 宮崎県都城市
原宿の路上で歌を歌っていた少女。リナの親友で、かつて共に音楽スクールに通って歌手デビューを果たしたが、突如歌をあきらめて失踪してしまう。現在は歌の道を断念し、花屋で働いている。趣味はハーブガーデニングやバンダナ集め。
鍋島ひとみ（ヒトミ）
声：眞鍋かをり
誕生日 ： 1980年9月3日。年齢 ： 19歳。血液型 ： B。身長 ： 162cm。出身 ： 神奈川県藤沢市
かつて渋谷でリナと遊んでいた仲間。アイドルとなったリナの相談などにのっている。街中に佇んで雑踏を眺めつつ、自分の本当にやりたいことを探し続けている。趣味はカメラや古着集め。
鷲尾保子
声：小野麻亜矢
誕生日 ： 1983年1月7日。年齢 ： 17歳。血液型 ： O。身長 ： 166cm。出身 ： 東京都福生市
路上でサックス演奏を続ける少女。かつてはグループ活動を行なっていたが、音楽に対する考え方の違いからの理由でグループを離れ、1人でサックスを吹き続ける。
小松原剛
声：ノッチ（デンジャラス）
リナのマネージャー。熱心に仕事をこなす反面、口うるさいためにリナにはあまり快く思われていない。リナの(自分から見て)ワガママを、明日にもなれば許すなどお人よしな性格だが、悪く言えば騙されやすいともいえ、霜月がリナに楽曲提供をした経緯を深く考えなかった。
占い師
声：佐藤江梨子
誕生日 ： 不明。年齢 ： 不明。血液型 ： 不明。身長 ： 不明。出身 ： 不明
素性・経歴一切不明の謎の女占い師。的中率が高いことが話題になっている。三重県伊勢市の神官を親に持つとも言われている。
古木野真帆（マホロ）
声：大河内奈々子
誕生日 ： 1976年6月6日。年齢 ： 23歳。血液型 ： B。身長 ： 168cm。出身 ： 北海道旭川市
伝説とまで呼ばれたシンガーソングライター。なぜか3年前から作曲の道を断ち、活動を停止している。多くのファンが彼女の活動の再開を望んでいる。リナと出会ったことで忘れていた歌への気持ちを思い出し、再び作曲活動に乗り出す。
天使
声：藤崎奈々子
誕生日 ： ？。年齢 ： ？。血液型 ： ？。身長 ： ？。出身 ： ？
天界からの使者。死んで霊となった主人公に真の愛を見つけさせるべく、地上へと導く。主人公にリナを愛するようにと言う。主人公がリナに何もしないでいると、「GO HELL」と言う。彼女はぷち天使より頻繁に主人公の前に出現する。
ぷち天使
声：山川恵里佳
誕生日 ： ？。年齢 ： ？。血液型 ： ？。身長 ： ？。出身 ： ？
天使に仕える見習い天使。
霜月春秋
声：榊原利彦
若手アーティストに楽曲を提供してブレイクさせることで大人気の作曲家。実は若い女へ手を出すことも早い。
冬基冷丞
声：前原一輝
音楽スクールへ通うリナに魅せられ、執拗に彼女を追い回すストーカー男。独占欲と執着心が強く、時にリナに対しては異常な行動をとることも。

## 主題歌
- 「Old Friend」 歌：平山綾